# Deutsche Presse-Agentur
 For alternative betydninger, se DPA.
Deutsche Presse-Agentur GmbH (DPA) er Tysklands største nyhedsbureau. DPA omsætter for 87,8 mio. euro (2010)og beskæftiger ca. 730 fastansatte (2010), hvortil kommer flere tusinde freelancere og stringere. Hovedsædet er beliggende i Hamburg. 
Bureauet blev grundlagt af den tyske læge Bernhard Wolff i Berlin i 1849 under navnet Wolffs Bureau. Bernhard Wolff deltog sammen med Charles-Louis Havas og Paul Julius Reuter i forhandlingerne af Paris-aftalen i 1859. Efter 2. verdenskrig ændredes navnet til det nuværende. dpa har siden 1979 leveret sit stof elektronisk, og siden 1983 har man udelukkende brugt egne korrespondenter til at levere nyheder i form af tekst eller lyd samt grafik, illustration og billeder. Foruden tysk leverer dpa også meddelelser på engelsk (fra Cork i Irland), spansk (fra Buenos Aires i Argentina samt Madrid i Spanien) og arabisk (fra Kairo).
Chefredaktør siden er Wolfgang Büchner, bestyrelsesformand er siden 2006 Malte von Trotha. Bureauet ejes af en række medier.